# Livet (Mayenne)
Pour les articles homonymes, voir Livet.
Livet, ou couramment Livet-en-Charnie,, est une commune française, située dans le département de la Mayenne en région Pays de la Loire, peuplée de 187 habitants (les Livétains).
La commune fait partie de la province historique du Maine, et se situe dans le Bas-Maine.

## Géographie

### Communes limitrophes
|                       | Saint-Christophe-du-Luat |                  |
| La Chapelle-Rainsouin | Livet                    | Châtres-la-Forêt |
|                       | Saint-Léger              |                  |

### Hameaux
Les principaux hameaux sont :
| - Bel Air - Blanche - Charnie - la Baillée - la Brosse - la Butte - la Charlotterie - la Chaussée - la Conillère - la Doisnelière - la Fourmillère | - la Grande Cochinière - la Louvardière - la Maison Neuve - la Mégnoinière - la Miannière - la Petite Cochinière - la Petite Cour - la Petite Lande - la Promenade - la Ronce - Lanerie | - le Bas Morinais - le Deffay - le Foyer - le Genêt - le Grand Verger - le Haut Morinais - le Pâtis aux Loups - le Perrin - le Petit Livet - le Petit Taillis - le Petit Verger | - le Plessis - l'Ermitage - les Loges du Coudray - les Quatre Vents - Mal Noë - Marigne - Marigné - Millère - Moncrintin - Verger - Villeneuve |
| | | | |

### Climat
Pour des articles plus généraux, voir Climat des Pays de la Loire et Climat de la Mayenne.
En 2010, le climat de la commune est de type climat océanique altéré, selon une étude du CNRS s'appuyant sur une série de données couvrant la période 1971-2000. En 2020, Météo-France publie une typologie des climats de la France métropolitaine dans laquelle la commune est exposée à un climat océanique et est dans la région climatique  Moyenne vallée de la Loire, caractérisée par une bonne insolation (1 850 h/an) et un été peu pluvieux. 
Pour la période 1971-2000, la température annuelle moyenne est de 11,1 °C, avec une amplitude thermique annuelle de 14 °C. Le cumul annuel moyen de précipitations est de 772 mm, avec 12,4 jours de précipitations en janvier et 7 jours en juillet. Pour la période 1991-2020, la température moyenne annuelle observée sur la station météorologique de Météo-France la plus proche, sur la commune d'Évron à 7 km à vol d'oiseau, est de 11,7 °C et le cumul annuel moyen de précipitations est de 804,1 mm,. Pour l'avenir, les paramètres climatiques de la commune estimés pour 2050 selon différents scénarios d'émission de gaz à effet de serre sont consultables sur un site dédié publié par Météo-France en novembre 2022.

## Urbanisme

### Typologie
Au 1er janvier 2024, Livet est catégorisée commune rurale à habitat très dispersé, selon la nouvelle grille communale de densité à sept niveaux définie par l'Insee en 2022.
Elle est située hors unité urbaine. Par ailleurs la commune fait partie de l'aire d'attraction d'Évron, dont elle est une commune de la couronne,. Cette aire, qui regroupe 18 communes, est catégorisée dans les aires de moins de 50 000 habitants,.

### Occupation des sols
L'occupation des sols de la commune, telle qu'elle ressort de la base de données européenne d’occupation biophysique des sols Corine Land Cover (CLC), est marquée par l'importance des territoires agricoles (70,2 % en 2018), une proportion identique à celle de 1990 (70,2 %). La répartition détaillée en 2018 est la suivante : 
prairies (45,8 %), forêts (29,8 %), terres arables (24,4 %). L'évolution de l’occupation des sols de la commune et de ses infrastructures peut être observée sur les différentes représentations cartographiques du territoire : la carte de Cassini (XVIIIe siècle), la carte d'état-major (1820-1866) et les cartes ou photos aériennes de l'IGN pour la période actuelle (1950 à aujourd'hui).

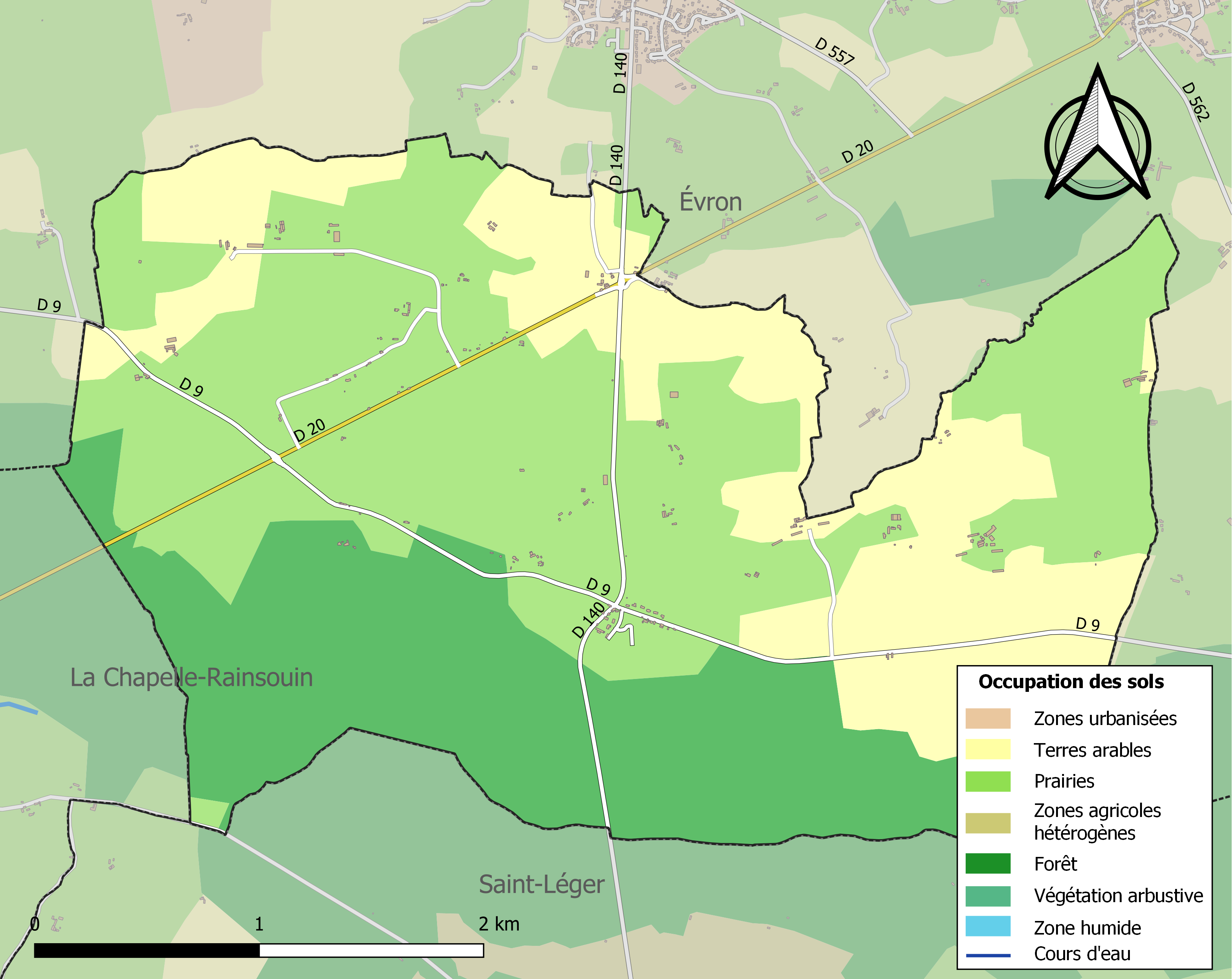
Carte des infrastructures et de l'occupation des sols de la commune en 2018 (CLC).

## Toponymie
Livet tient son nom de ivos = l'if gaulois[réf. nécessaire].

## Histoire
Jeanne de Brienne, veuve de Guy VIII de Laval, donne aux religieuses de l'abbaye d'Étival-en-Charnie en exécution du testament de son mari la terre de Livet-en-Charnie, qui est érigée en paroisse par lettres datées de 1302.

## Population et société

### Démographie
L'évolution du nombre d'habitants est connue à travers les recensements de la population effectués dans la commune depuis 1793. Pour les communes de moins de 10 000 habitants, une enquête de recensement portant sur toute la population est réalisée tous les cinq ans, les populations de référence des années intermédiaires étant quant à elles estimées par interpolation ou extrapolation. Pour la commune, le premier recensement exhaustif entrant dans le cadre du nouveau dispositif a été réalisé en 2005.
En 2022, la commune comptait 187 habitants, en évolution de +26,35 % par rapport à 2016 (Mayenne : −0,73 %, France hors Mayotte : +2,11 %).
| 1793 | 1800 | 1806 | 1821 | 1831 | 1836 | 1841 | 1846 | 1851 |
| ---- | ---- | ---- | ---- | ---- | ---- | ---- | ---- | ---- |
| 292  | 295  | 283  | 309  | 404  | 394  | 385  | 444  | 436  |

| 1856 | 1861 | 1866 | 1872 | 1876 | 1881 | 1886 | 1891 | 1896 |
| ---- | ---- | ---- | ---- | ---- | ---- | ---- | ---- | ---- |
| 419  | 385  | 405  | 374  | 390  | 342  | 354  | 346  | 300  |

| 1901 | 1906 | 1911 | 1921 | 1926 | 1931 | 1936 | 1946 | 1954 |
| ---- | ---- | ---- | ---- | ---- | ---- | ---- | ---- | ---- |
| 288  | 274  | 250  | 193  | 220  | 193  | 197  | 234  | 208  |

| 1962 | 1968 | 1975 | 1982 | 1990 | 1999 | 2005 | 2006 | 2010 |
| ---- | ---- | ---- | ---- | ---- | ---- | ---- | ---- | ---- |
| 191  | 169  | 139  | 131  | 111  | 111  | 125  | 124  | 148  |

| 2015 | 2020 | 2022 | - | - | - | - | - | - |
| ---- | ---- | ---- | - | - | - | - | - | - |
| 147  | 179  | 187  | - | - | - | - | - | - |